# Казімеж-Біскупи (гміна)
Гміна Казімеж-Біскупі (пол. Gmina Kazimierz Biskupi) — сільська гміна у північно-західній Польщі. Належить до Конінського повіту Великопольського воєводства.
Станом на 31 грудня 2011 у гміні проживало 11145 осіб.

## Територія
Згідно з даними за 2007 рік площа гміни становила 107.96 км², у тому числі:
- орні землі: 43.00%
- ліси: 26.00%

Таким чином, площа гміни становить 6.84% площі повіту.

## Населення
Станом на 31 грудня 2011:
| Опис     | Загалом | Загалом | Чоловіки | Чоловіки | Жінки | Жінки |
| -------- | ------- | ------- | -------- | -------- | ----- | ----- |
| одиниця  | осіб    | %       | осіб     | %        | осіб  | %     |
| все      | 11145   | 100     | 5539     | 49.70    | 5606  | 50.30 |
| міське   | 0       | 100     | 0        |          | 0     |       |
| сільське | 11145   | 100     | 5539     | 49.70    | 5606  | 50.30 |

## Сусідні гміни
Гміна Казімеж-Біскупі межує з такими гмінами: Ґоліна, Клечев, Островіте, Слесін, Слупца.